# Osopsaron formosensis
Osopsaron formosensis is een straalvinnige vissensoort uit de familie van baarszalmen (Percophidae). De wetenschappelijke naam van de soort is voor het eerst geldig gepubliceerd in 1985 door Kao & Shen.